# Eagle Scout

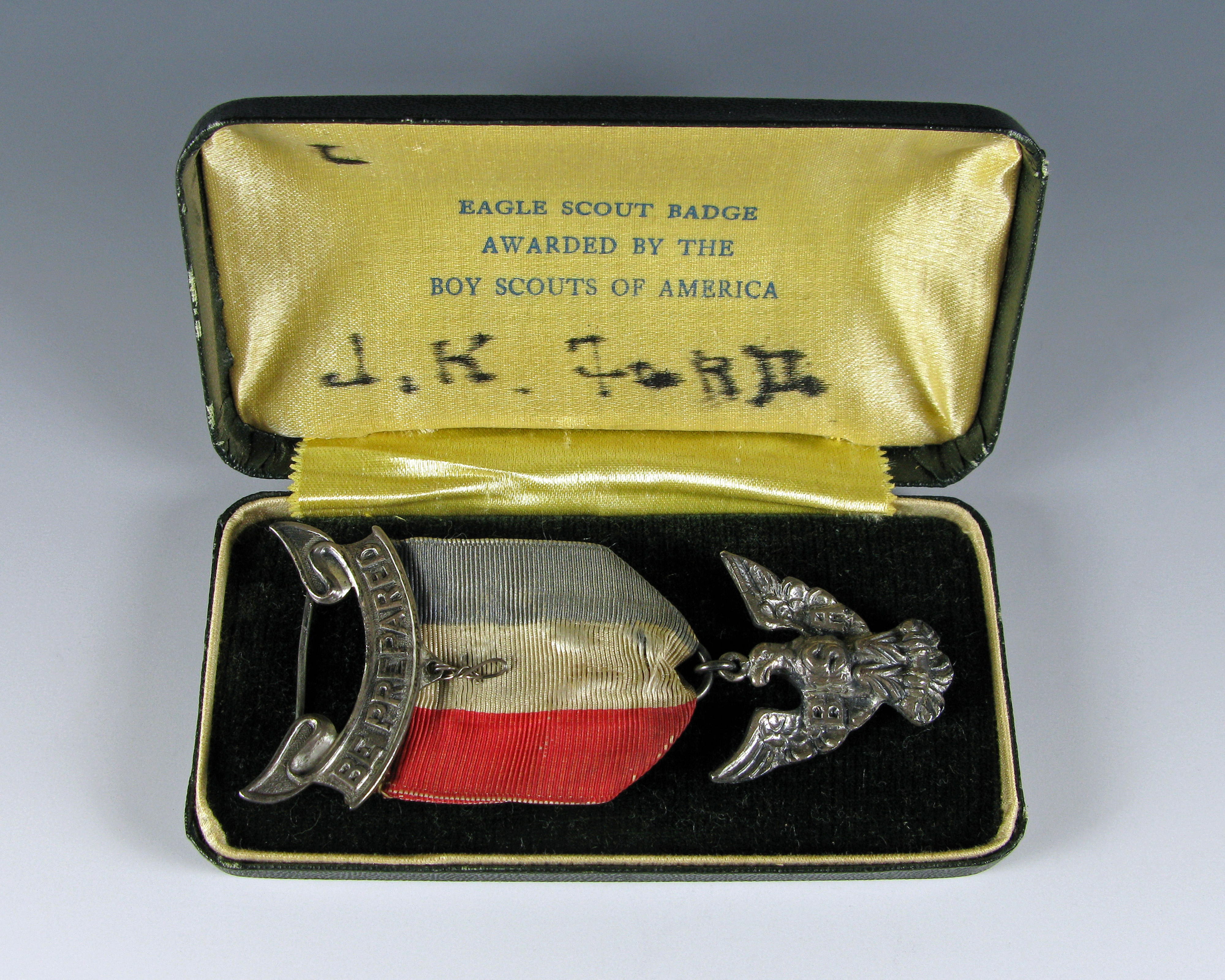
Médaille de mérite des Eagle Scout gagné par Gerald R. Ford en 1927.

Eagle Scout est le « grade » le plus élevé dans l'organisation des Boy Scouts of America. Il fut créé en 1911 et fut décerné à plus de deux millions de personnes.